# Tokachi Speedway
Der Tokachi Speedway (jap. 十勝スピードウェイ, Tokachi Supīdowei), früher Tokachi International Speedway (十勝インターナショナルスピードウェイ, Tokachi Intānashonaru Supīdowei), ist eine Motorsport-Rennstrecke in Sarabetsu, Präfektur Hokkaidō in Japan.
Die Rennstrecke war Teil eines Bau-Booms von Rennstrecken in Japan der 1990er Jahre, ausgehend eines großen Interesses an Motorsport in Japan. Baubeginn des Tokaichi Speedways war 1992, die Rennstrecke wurde im Oktober 1993 fertiggestellt.
Die Gesamtstrecke, die im Uhrzeigersinn befahren wird, ist 5.091 Meter lang und  13,5 bis 15 Meter breit. Die Rennstrecke kann in zwei Varianten aufgeteilt werden: Die Clubmanvariante ist 3.405 Meter lang, die Juniorvariante ist 1.700 Meter lang.
Auf der Rennstrecke finden verschiedene Motorsport-Aktivitäten statt, unter anderem nationale Club-, Drift- und Gran Turismo Veranstaltungen, sowie Motorradrennen. Zwischen 1994 und 2008 fand jährlich das 24-Stunden-Rennen von Tokachi statt. 1995 fand ein Lauf der Japanischen Formel-3000-Meisterschaft und 1996 ein Lauf der Formel Nippon auf der Rennstrecke statt.